# 9-я армия (Германская империя)
: Не следует путать с 9-й немецкой армией во Второй мировой войне
9-я армия (нем. 9. Armee) — германская армия, принимавшая участие в Первой мировой войне.

## Боевой путь
9-я армия была сформирована в сентябре 1914 года из частей 8-й армии и резервов. После завершения формирования воевала на Восточном фронте. Принимала активное участие в боях на Восточном фронте в 1914 году (у Лодзи и Познани). После вступления Румынии в войну на стороне Антанты, 9-я армия была переброшена на румынский фронт. Подразделения армии особо отличились при боях в Трансильвании , останови в наступление румынских войск и фактически разгромив их. В августе 1918 года 9-я армия была переброшена на Западный фронт  где и завершила войну.

## Командующие
- Гинденбург, Пауль фон (1914)
- Макензен, Август фон (1914—1915)
- Леопольд Баварский (1915—1916)
- Фалькенхайн, Эрих фон (1915—1917)
- Кош, Роберт фон (1917)
- Эбен, Йоханнес фон (1917—1918)
- Карловиц, Адольф фон (1918)